# Luc Devliegher

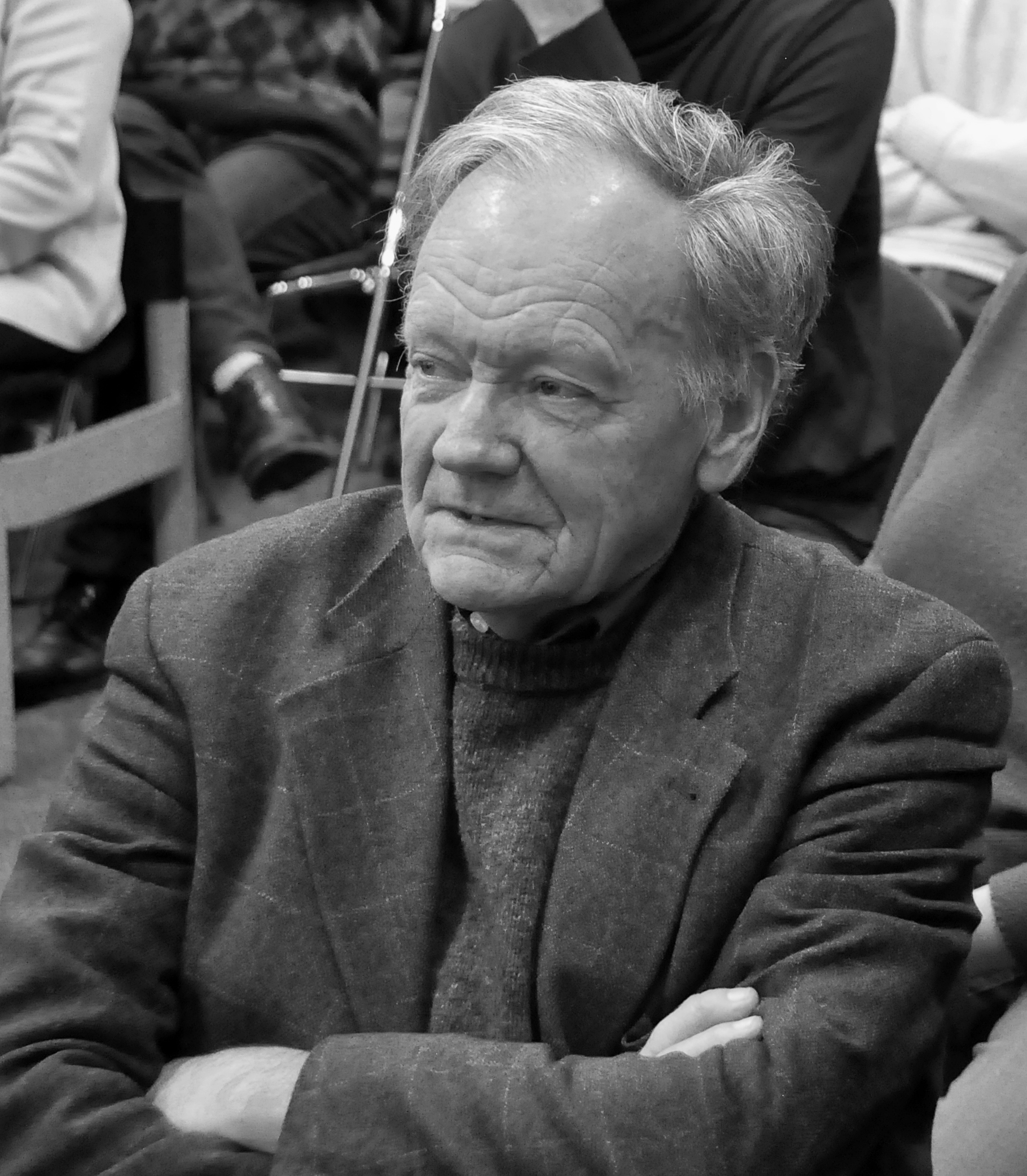
Luc Devliegher

Luc Devliegher (Brugge, 16 oktober 1927 – aldaar, 7 februari 2023) was een Belgisch historicus en kunsthistoricus.

## Levensloop
Luc Devliegher doorliep de Latijns-Griekse humaniora aan het Sint-Lodewijkscollege in Brugge (retorica 1946). Hij werd in 1955 doctor in de oudheidkunde en de kunstgeschiedenis (Rijksuniversiteit Gent) met een verhandeling over De opkomst van de vroeggotische kerkelijke bouwkunst in West-Vlaanderen gedurende de 13de eeuw. Hij werd verbonden aan het Nationaal Fonds voor Wetenschappelijk Onderzoek en nam in die hoedanigheid deel aan de archeologische opgravingen naar de Sint-Donaaskathedraal in Brugge.
Beroepshalve was hij wetenschappelijk ambtenaar (1960) en werkleider (1972) bij de Dienst Cultuur van de provincie West-Vlaanderen.
Luc Devliegher overleed in 2023 op 95-jarige leeftijd.

## Bijzondere activiteiten
Devliegher werd in 1960 bestuurslid van het Genootschap voor Geschiedenis te Brugge, was secretaris van 1975 tot 1982 en voorzitter van 1992 tot 2009. Hij is decennialang de gangmaker en voornaamste auteur geweest van de 'Kroniek' in de Handelingen van het Genootschap.
Het nummer 144/2 van de Handelingen van het Genootschap is een aan hem opgedragen huldenummer naar aanleiding van zijn tachtigste verjaardag. Op 14 december 2009 werd hij tot erevoorzitter van het Genootschap benoemd.
Luc Devliegher was
- lid van de Koninklijke Vlaamse Academie van België voor Wetenschappen en Kunsten,
- van 1958 tot 2013 lid van de Brugse Adviescommissie voor Stedenschoon,
- vele jaren lid van de Koninklijke Commissie voor Monumenten en Landschappen,
- lid van het 'Berek' (bestuur) van het tijdschrift Biekorf,
- medestichter en bestuurslid van de vzw Marcus Gerards (Brugge) (1965-2023).

## Publicaties
- De kerkelijke romaanse bouwkunst in Frans-Vlaanderen (1958)
- Geklasseerde monumenten en landschappen in West-Vlaanderen, in: Biekorf, 1961
- Kunstpatrimonium van West-Vlaanderen (10 delen)
  - Deel 1. Beeld van het kunstbezit (1965)
  - Deel 2 & 3. De huizen te Brugge (1968)
  - Deel 2-3. De huizen te Brugge (herziene uitgave) (1975)
  - Les maisons à Bruges (1975)
  - Deel 4. De Zwinstreek (1970)
  - Deel 5. Damme (1971)
  - Deel 6. De Onze-Lieve-Vrouwkerk te Kortrijk (1973)
  - Deel 7. De Sint-Salvatorskathedraal te Brugge. Geschiedenis en architectuur (1981)
  - Deel 8. De Sint-Salvatorskathedraal te Brugge. Inventaris (1979)
  - Deel 9. De molens in West-Vlaanderen (1984)
  - Deel 10. De Keizer Karel-schouw van het Brugse Vrije (1987)
- Oorlogsdagboeken uit de streek tussen IJzer en Leie (1972)
- Pleidooi voor de oude stad, in: Leiegouw, 1974
- Demeures gothiques de Bruges (1974)
- 25 Jaar monumentenzorg in West-Vlaanderen (1975)
- Rosmolens in de Westvlaamse kuststreek (1977) (herziene uitgave 1983)
- Vensters in West-Vlaanderen (met Miek Goosens) (1980)
- Huisgevels te Sint-Winoksbergen (met Miek Goossens) (1980)
- Problemen rond het Sint-Janshospitaal te Brugge (1981)
- Het stadhuis te Damme (1982)
- Het Barbara-schilderij van C. Cels in de Sint-Salvatorskathedraal te Brugge (1982)
- Sloping van de Sint-Andriesabdij (1983)
- Provinciaal Museum van het Bulskampveld te Beernem. Catalogi en Bijdragen, 3 delen (1983)
- Met kar en wagen (1983)
- Dertiende-eeuwse houtsculptuur in de Onze-Lieve-Vrouwekerk te Damme (1986)
- Bronnen voor de architectuurgeschiedenis (1986)
- Het kasteel van Tillegem te Brugge (1989)
- Van Waterhalle tot Provinciaal Hof (1994)
- Middeleeuwse beschilderde graven in de Sint-Salvatorskathedraal (1995)
- Brugge in aquarellen (met Leopold Geysen) (2000)
- Gids voor architectuur in Brugge (met Livia Snauwaert) (2002)
- Guido Gezelle en Zerkel, in: Biekorf, 2005
- Delacenserie uitvinder?, in: Handelingen van het Genootschap voor Geschiedenis te Brugge, 2009, blz. 387-390
- Een halve eeuw bij "Stedenschoon", in: Brugge die Scone, december 2009
- In het Sint-Niklaasklooster te Kortrijk, in: Biekorf, 2015
- Bij het vijftigjarig (?) bestaan van de provinciale bibliotheek West-Vlaanderen, in: Biekorf, 2016
- Doornik en Meetkerke, in: Biekorf, 2016
- Schuren aan de Vlaamse kust, in: Biekorf, 2020 & 2021
- Het Lam Gods te kijk, in: Biekorf, 2022
- Zerkel en Guido Gezelle, in: Biekorf, 2022
- Het West-Vlaamse molenpatrimonium, postuum artikel in: Biekorf, 2023

## Privé
Luc Devliegher was getrouwd met Chris Deweerdt. Ze hadden vier kinderen.